# Bóng bầu dục bảy người tại Thế vận hội Mùa hè 2024 – Giải đấu Nam
Giải đấu nam bộ môn bóng bầu dục bảy người tại Thế vận hội Mùa hè 2024 được tổ chức tại Paris, Pháp. Giải đấu được diễn ra trên sân vận động Stade de France, đây cũng từng là sân vận động chủ nhà của Giải vô địch bóng bầu dục thế giới 2023. Giải đấu diễn ra trong ba ngày thì đấu từ ngày 24 đến 27 tháng 7 năm 2024 và sẽ không có trận đấu nào diễn ra trong ngày 26 tháng 7 do tổ chức lễ khai mạc Thế vận hội.

## Lịch thi đấu
| VB | Vòng bảng | PH | Trận phân hạng | ¼ | Tứ kết | ½ | Bán kết | HCĐ | Trận tranh huy chương đồng | HCV | Trận tranh huy chương vàng |

| Ngày     | 24 tháng 7 | 24 tháng 7 | 25 tháng 7 | 25 tháng 7 | 25 tháng 7 | 26 tháng 7 | 27 tháng 7 | 27 tháng 7 | 27 tháng 7 | 27 tháng 7 | 27 tháng 7 |
| Nội dung | M          | E          | M          | E          | E          |            | M          | M          | E          | E          | E          |
| -------- | ---------- | ---------- | ---------- | ---------- | ---------- | ---------- | ---------- | ---------- | ---------- | ---------- | ---------- |
| Nam      | VB         | VB         | VB         | PH         | ¼          |            | PH         | ½          | PH         | HCĐ        | HCV        |

## Vòng loại
Bóng bầu dục bảy người tại Thế vận hội Mùa hè 2024 – Vòng loại Nam

## Đội hình và trọng tài

### Đội hình
Mỗi đội có thể có tối đa 12 cầu thủ, cùng với hai cầu thủ dự bị để thay người trong trường hợp các cầu thủ gặp chấn thương.

### Trọng tài
Liên đoàn Bóng bầu dục Thế giới công bố danh sách 12 trọng tài vào ngày 8 tháng 5 năm 2024.
- Ben Breakspear (Xứ Wales/Anh Quốc)
- Paulo Duarte (Bồ Đào Nha)
- Gianluca Gnecchi (Ý)
- Francisco González (Uruguay)
- Nick Hogan (New Zealand)
- AJ Jacobs (Nam Phi)
- Reuben Keane (Úc)
- Adam Leal (Anh/Anh Quốc)
- Tevita Rokovereni (Fiji)
- Jérémy Rozier (Pháp)
- Morné Ferreira (Nam Phi)
- Jordan Way (Úc)

## Vòng bảng

### Bảng A
| VT | Đội         | ST | T | H | B | ĐT | ĐB  | HS   | Đ | Giành quyền tham dự |
| -- | ----------- | -- | - | - | - | -- | --- | ---- | - | ------------------- |
| 1  | New Zealand | 3  | 3 | 0 | 0 | 71 | 29  | +42  | 9 | Tứ kết              |
| 2  | Ireland     | 3  | 2 | 0 | 1 | 62 | 24  | +38  | 7 | Tứ kết              |
| 3  | Nam Phi     | 3  | 1 | 0 | 2 | 59 | 32  | +27  | 5 | Tứ kết              |
| 4  | Nhật Bản    | 3  | 0 | 0 | 3 | 22 | 129 | −107 | 3 |                     |

| 24 tháng 7 năm 2024 17:30 |

| Ireland                        | 10–5     | Nam Phi           |
| ------------------------------ | -------- | ----------------- |
| Try: Conroy 8' m Kennedy 12' m | Chi tiết | Try: Davids 14' m |

| Stade de France, Paris Khán giả: 69,000 Trọng tài: Gianluca Gnecchi (Ý) |

| 24 tháng 7 năm 2024 21:00 |

| Ireland | 40–5     | Nhật Bản          |
| --- | -------- | ----------------- |
| Try: Kennedy 1' c Mullins (2) 8' c, 12' c McNulty, 8' c Comerford 10' m Ward 15' c Con: Lennox (3/4) 2', 8', 9' Roche (2/2) 12', 15' | Chi tiết | Try: Tsuoka 14' m |

| Stade de France, Paris Khán giả: 69,000 Trọng tài: Morné Ferreira (Nam Phi) |

| 24 tháng 7 năm 2024 21:30 |

| New Zealand                                                           | 17–5     | Nam Phi          |
| --------------------------------------------------------------------- | -------- | ---------------- |
| Try: Leo (2) 2' m, 11' c McGarvey-Black 7' m Con: Rokolisoa (1/1) 12' | Chi tiết | Try: Davids 4' m |

| Stade de France, Paris Khán giả: 69,000 Trọng tài: Reuben Keane (Úc) |

| 25 tháng 7 năm 2024 16:00 |

| Nam Phi | 49–5     | Nhật Bản        |
| --- | -------- | --------------- |
| Try: Davids 1' c Visser3' c van Wyk (2) 4' c, 14' c Oosthuizen (2) 6' c, 7' c Specman 11' c Con: Leyds (5/5) 2', 3', 4', 6', 8' Brown (2/2) 12', 14' | Chi tiết | Try: Ueda 10' m |

| Stade de France, Paris Trọng tài: Nick Hogan (New Zealand) |

### Bảng B
| VT | Đội       | ST | T | H | B | ĐT | ĐB | HS  | Đ | Giành quyền tham dự |
| -- | --------- | -- | - | - | - | -- | -- | --- | - | ------------------- |
| 1  | Úc        | 3  | 3 | 0 | 0 | 64 | 35 | +29 | 9 | Tứ kết              |
| 2  | Argentina | 3  | 2 | 0 | 1 | 73 | 46 | +27 | 7 | Tứ kết              |
| 3  | Samoa     | 3  | 1 | 0 | 2 | 52 | 49 | +3  | 5 |                     |
| 4  | Kenya     | 3  | 0 | 0 | 3 | 19 | 78 | −59 | 3 |                     |

| 24 tháng 7 năm 2024 15:30 |

| Úc                                                                         | 21–14    | Samoa                                                                  |
| -------------------------------------------------------------------------- | -------- | ---------------------------------------------------------------------- |
| Try: Hutchison (2) 8' c, 14' c Lawson 11' c Con: Roache (3/3) 8', 11', 14' | Chi tiết | Try: Opetai 3' c Falaniko 15' c Con: Scanlan (1/1) 3' Maiava (1/1) 15' |

| Stade de France, Paris Khán giả: 69,000 Trọng tài: Jérémy Rozier (Pháp) |

| 24 tháng 7 năm 2024 16:00 |

| Argentina | 31–12    | Kenya                                            |
| --- | -------- | ------------------------------------------------ |
| Try: Fraga (2) 7' m, 8' c Elizalde 10' c González 14' c Moneta 15' m Con: Pellandini (2/3) 8', 12' Mare (1/1) 14' | Chi tiết | Try: Ojwang 4' c Wekesa 9' m Con: Mboya (1/2) 5' |

| Stade de France, Paris Khán giả: 69,000 Trọng tài: AJ Jacobs (Nam Phi) |

| 24 tháng 7 năm 2024 19:00 |

| Úc                                                                     | 21–7     | Kenya                               |
| ---------------------------------------------------------------------- | -------- | ----------------------------------- |
| Try: Turner 1' c Lawson 6' c Toole 13' c Con: Roache (3/3) 1', 7', 13' | Chi tiết | Try: Mboya 3' c Con: Mboya (1/1) 3' |

| Stade de France, Paris Khán giả: 69,000 Trọng tài: Paulo Duarte (Bồ Đào Nha) |

| 24 tháng 7 năm 2024 19:30 |

| Argentina                                                                                       | 28–12    | Samoa                                                    |
| ----------------------------------------------------------------------------------------------- | -------- | -------------------------------------------------------- |
| Try: Osadczuk (2) 2' c, 9' c Graziano 5' c Pellandini 7' c Con: Pellandini (4/4) 2', 6', 8', 9' | Chi tiết | Try: Maliko 11' c Leitufia 14' m Con: Leitufia (1/2) 11' |

| Stade de France, Paris Khán giả: 69,000 Trọng tài: Francisco González (Uruguay) |

| 25 tháng 7 năm 2024 14:00 |

| Samoa | 26–0     | Kenya |
| --- | -------- | ----- |
| Try: Opetai 3' m Scanlan 8' c Apelu Maliko 14' c Onosai 16' c Con: Falaniko (1/2) 9' Maiava (1/1) 14' Leitufia (1/1) 17' | Chi tiết |       |

| Stade de France, Paris Trọng tài: Reuben Keane (Úc) |

| 25 tháng 7 năm 2024 14:30 |

| Argentina                                                     | 14–22    | Úc                                                                              |
| ------------------------------------------------------------- | -------- | ------------------------------------------------------------------------------- |
| Try: Schulz 2' c Osadczuk 11' c Con: Pellandini (2/2) 2', 11' | Chi tiết | Try: Hutchison 7' m Dowling 8' m Roache 9' m Malouf 13' c Con: Roache (1/4) 13' |

| Stade de France, Paris Trọng tài: Adam Leal (Anh) |

### Bảng C
| VT | Đội      | ST | T | H | B | ĐT | ĐB | HS  | Đ | Giành quyền tham dự |
| -- | -------- | -- | - | - | - | -- | -- | --- | - | ------------------- |
| 1  | Fiji     | 3  | 3 | 0 | 0 | 97 | 36 | +61 | 9 | Tứ kết              |
| 2  | Pháp (H) | 3  | 1 | 1 | 1 | 43 | 43 | 0   | 6 | Tứ kết              |
| 3  | Hoa Kỳ   | 3  | 1 | 1 | 1 | 57 | 67 | −10 | 6 | Tứ kết              |
| 4  | Uruguay  | 3  | 0 | 0 | 3 | 41 | 92 | −51 | 3 |                     |

| 24 tháng 7 năm 2024 16:30 |

| Pháp                                                | 12–12    | Hoa Kỳ                                               |
| --------------------------------------------------- | -------- | ---------------------------------------------------- |
| Try: Sepho 4' m Rebbadj 8' c Con: Barraque (1/2) 8' | Chi tiết | Try: Lacamp 7' c Tupuola 12' m Con: Tomasin (1/1) 7' |

| Stade de France, Paris Khán giả: 69,000 Trọng tài: Adam Leal (Anh/Anh Quốc) |

| 24 tháng 7 năm 2024 17:00 |

| Fiji | 40–12    | Uruguay                                                  |
| --- | -------- | -------------------------------------------------------- |
| Try: Nasova (2) 2' m, 7' c Loganimasi 5' c Nacuqu 8' c Teba 11' c Ravutaumada 15' c Con: Nacuqu (3/4) 6', 7', 8' Teba (1/1) 12' Tamani (1/1) 25' | Chi tiết | Try: González 4' c Basso 10' m Con: Lijtenstein (1/1) 4' |

| Stade de France, Paris Khán giả: 69,000 Trọng tài: Ben Breakspear (Xứ Wales/Anh Quốc) |

| 24 tháng 7 năm 2024 20:00 |

| Pháp                                                                    | 19–12    | Uruguay                                                     |
| ----------------------------------------------------------------------- | -------- | ----------------------------------------------------------- |
| Try: Zeghdar 3' c Dupont 9' m Joseph 12' c Con: Barraque (2/3) 10', 14' | Chi tiết | Try: Facciolo 8' c González 10' m Con: Lijtenstein (1/1) 8' |

| Stade de France, Paris Khán giả: 69,000 Trọng tài: Nick Hogan (New Zealand) |

| 24 tháng 7 năm 2024 20:30 |

| Fiji | 38–12    | Hoa Kỳ                                            |
| --- | -------- | ------------------------------------------------- |
| Try: Teba 2' m Rasaku 4' c Ravutaumada 5' m Raisuqe 7' m Baleiwairiki 8' m Nacuqu 10' c Con: Teba (4/5) 3', 5', 7', 9' | Chi tiết | Try: Bizer 5' c Baker 11' m Con: Hughes (1/1) 12' |

| Stade de France, Paris Khán giả: 69,000 Trọng tài: Jordan Way (Úc) |

| 25 tháng 7 năm 2024 15:00 |

| Hoa Kỳ                                                                                 | 33–17    | Uruguay                                                         |
| -------------------------------------------------------------------------------------- | -------- | --------------------------------------------------------------- |
| Try: Baker (4) 1' c, 8' c, 11' c, 14' m Lacamp 8' c Con: Tomasin (4/5) 1', 9', 9', 11' | Chi tiết | Try: Amaya (2) 3' m, 13' m Basso 5' c Con: Lijtenstein (1/2) 6' |

| Stade de France, Paris Trọng tài: Jérémy Rozier (Pháp) |

| 25 tháng 7 năm 2024 15:30 |

| Fiji                                                                           | 19–12    | Pháp                                                           |
| ------------------------------------------------------------------------------ | -------- | -------------------------------------------------------------- |
| Try: Tuwai 6' m Rasaku 9' c Nasova 13' c Con: Teba (1/2) 10' Veilawa (1/1) 14' | Chi tiết | Try: Grandidier Nkanang 4' m Timo 15' c Con: Rebbadj (1/1) 16' |

| Stade de France, Paris Trọng tài: AJ Jacobs (Nam Phi) |

### Bảng xếp hạng các đội đứng hạng ba
Hai đội tuyển có thứ hạng cao nhất trong số các đội xếp thứ ba sẽ tiến vào vòng đấu loại trực tiếp.

| VT | Bg | Đội     | ST | T | H | B | ĐT | ĐB | HS  | Đ | Giành quyền tham dự |
| -- | -- | ------- | -- | - | - | - | -- | -- | --- | - | ------------------- |
| 1  | C  | Hoa Kỳ  | 3  | 1 | 1 | 1 | 57 | 67 | −10 | 6 | Tứ kết              |
| 2  | A  | Nam Phi | 3  | 1 | 0 | 2 | 59 | 32 | +27 | 5 | Tứ kết              |
| 3  | B  | Samoa   | 3  | 1 | 0 | 2 | 52 | 49 | +3  | 5 |                     |

## Vòng đấu loại trực tiếp

### Phân loại thứ hạng 9–12
|  | Bán kết                      | Bán kết |                              |    | Trận tranh hạng chín | Trận tranh hạng chín |
|  |                              |         |                              |    |                      |                      |
|  | 25 tháng 7 – Stade de France |         |                              |    |                      |                      |
|  |                              |         |                              |    |                      |                      |
|  | Samoa                        | 42      |                              |    |                      |                      |
|  | Samoa                        | 42      | 27 tháng 7 – Stade de France |    |                      |                      |
|  | Nhật Bản                     | 7       |                              |    |                      |                      |
|  | Nhật Bản                     | 7       | Samoa                        | 5  |                      |                      |
|  | 25 tháng 7 – Stade de France |         | Samoa                        | 5  |                      |                      |
|  |                              | Kenya   | 10                           |    |                      |                      |
|  | Uruguay                      | Kenya   | 10                           | 14 |                      |                      |
|  | Uruguay                      |         |                              | 14 |                      |                      |
|  | Kenya                        | 19      |                              |    |                      |                      |
|  | Kenya                        | 19      | Trận tranh hạng mười một     |    |                      |                      |
|  |                              |         |                              |    |                      |                      |
|  | 27 tháng 7 – Stade de France |         |                              |    |                      |                      |
|  |                              |         |                              |    |                      |                      |
|  | Nhật Bản                     | 10      |                              |    |                      |                      |
|  | Nhật Bản                     | 10      |                              |    |                      |                      |
|  | Uruguay                      | 21      |                              |    |                      |                      |

#### Bán kết
| 25 tháng 7 năm 2024 20:00 |

| Samoa | 42–7     | Nhật Bản                                 |
| --- | -------- | ---------------------------------------- |
| Try: Scanlan (2) 1' c, 3' c Maliko 9' c Leitufia 10' c Maiava 12' c Lalomilo 14' c Con: Leitufia (2/2) 1', 4' Scanlan (2/2) 9', 11' Maiava (1/1) 12' Maliko 15' | Chi tiết | Try: Noguchi 8' c Con: Taninaka (1/1) 9' |

| Stade de France, Paris Khán giả: 70,000 Trọng tài: Gianluca Gnecchi (Ý) |

| 25 tháng 7 năm 2024 20:30 |

| Uruguay                                                                             | 14–19    | Kenya                                                              |
| ----------------------------------------------------------------------------------- | -------- | ------------------------------------------------------------------ |
| Try: Tafernaberry 1' c Amaya 16' c Con: Tafernaberry (1/1) 1' Lijtenstein (1/1) 16' | Chi tiết | Try: Okoth 10' c Asati 12' c Okong'o 18' Con: Mboya (2/2) 11', 12' |

| Stade de France, Paris Khán giả: 70,000 Trọng tài: Paulo Duarte (Bồ Đào Nha) |

#### Trận tranh hạng mười một
| 27 tháng 7 năm 2024 16:30 |

| Nhật Bản                      | 10–21    | Uruguay                                                                     |
| ----------------------------- | -------- | --------------------------------------------------------------------------- |
| Try: Ishida 6' m Tsuoka 11' m | Chi tiết | Try: González (2) 1' c, 4' c Viñals 2' c Con: Tafernaberry (3/3) 1', 3', 4' |

| Stade de France, Paris Trọng tài: Morné Ferreira (Nam Phi) |

#### Trận tranh hạng chín
| 27 tháng 7 năm 2024 17:00 |

| Samoa             | 5–10     | Kenya                     |
| ----------------- | -------- | ------------------------- |
| Try: Opetai 11' m | Chi tiết | Try: Okeyo (2) 3' m, 8' m |

| Stade de France, Paris Trọng tài: Tevita Rokovereni (Fiji) |

### Phân loại thứ hạng 5–8
|  | Bán kết                      | Bán kết |                              |    | Trận tranh hạng năm | Trận tranh hạng năm |
|  |                              |         |                              |    |                     |                     |
|  | 27 tháng 7 – Stade de France |         |                              |    |                     |                     |
|  |                              |         |                              |    |                     |                     |
|  | New Zealand                  | 17      |                              |    |                     |                     |
|  | New Zealand                  | 17      | 27 tháng 7 – Stade de France |    |                     |                     |
|  | Argentina                    | 12      |                              |    |                     |                     |
|  | Argentina                    | 12      | New Zealand                  | 17 |                     |                     |
|  | 27 tháng 7 – Stade de France |         | New Zealand                  | 17 |                     |                     |
|  |                              | Ireland | 7                            |    |                     |                     |
|  | Ireland                      | Ireland | 7                            | 17 |                     |                     |
|  | Ireland                      |         |                              | 17 |                     |                     |
|  | Hoa Kỳ                       | 14      |                              |    |                     |                     |
|  | Hoa Kỳ                       | 14      | Trận tranh hạng bảy          |    |                     |                     |
|  |                              |         |                              |    |                     |                     |
|  | 27 tháng 7 – Stade de France |         |                              |    |                     |                     |
|  |                              |         |                              |    |                     |                     |
|  | Argentina                    | 19      |                              |    |                     |                     |
|  | Argentina                    | 19      |                              |    |                     |                     |
|  | Hoa Kỳ                       | 0       |                              |    |                     |                     |

#### Bán kết hạng 5–8
| 27 tháng 7 năm 2024 15:00 |

| Ireland                                                        | 17–14    | Hoa Kỳ                                                    |
| -------------------------------------------------------------- | -------- | --------------------------------------------------------- |
| Try: Lennox 1' c Ward 14' m Kennedy 15' m Con: Lennox (1/1) 1' | Chi tiết | Try: Cummings 7' c Baker 11' c Con: Tomasin (2/2) 8', 12' |

| Stade de France, Paris Trọng tài: Fransisco Gonzalez (Uruguay) |

#### Trận tranh hạng bảy
| 27 tháng 7 năm 2024 18:00 |

| Argentina                                                       | 19–0     | Hoa Kỳ |
| --------------------------------------------------------------- | -------- | ------ |
| Try: Osadczuk (2) 7' c, 9' c Isgro 13' m Con: Wade (2/2) 8', 9' | Chi tiết |        |

| Stade de France, Paris Trọng tài: Nick Hogan (New Zealand) |

### Vòng tranh huy chương
|  | Tứ kết                       | Tứ kết                       |                              |    | Bán kết                    | Bán kết                    |  |  | Trận tranh huy chương vàng | Trận tranh huy chương vàng |
|  |                              |                              |                              |    |                            |                            |  |  |                            |                            |
|  | 25 tháng 7 – Stade de France |                              |                              |    |                            |                            |  |  |                            |                            |
|  |                              |                              |                              |    |                            |                            |  |  |                            |                            |
|  | New Zealand                  | 7                            |                              |    |                            |                            |  |  |                            |                            |
|  | New Zealand                  | 7                            | 27 tháng 7 – Stade de France |    |                            |                            |  |  |                            |                            |
|  | Nam Phi                      | 14                           |                              |    |                            |                            |  |  |                            |                            |
|  | Nam Phi                      | 14                           | Nam Phi                      | 5  |                            |                            |  |  |                            |                            |
|  | 25 tháng 7 – Stade de France |                              | Nam Phi                      | 5  |                            |                            |  |  |                            |                            |
|  |                              | Pháp                         | 19                           |    |                            |                            |  |  |                            |                            |
|  | Argentina                    | Pháp                         | 19                           | 14 |                            |                            |  |  |                            |                            |
|  | Argentina                    |                              | 27 tháng 7 – Stade de France | 14 |                            |                            |  |  |                            |                            |
|  | Pháp                         | 26                           |                              |    |                            |                            |  |  |                            |                            |
|  | Pháp                         | 26                           | Pháp                         | 28 |                            |                            |  |  |                            |                            |
|  | 25 tháng 7 – Stade de France |                              | Pháp                         | 28 |                            |                            |  |  |                            |                            |
|  |                              | Fiji                         | 7                            |    |                            |                            |  |  |                            |                            |
|  | Fiji                         | Fiji                         | 7                            | 19 |                            |                            |  |  |                            |                            |
|  | Fiji                         | 27 tháng 7 – Stade de France |                              | 19 |                            |                            |  |  |                            |                            |
|  | Ireland                      | 15                           |                              |    |                            |                            |  |  |                            |                            |
|  | Ireland                      | 15                           | Fiji                         | 31 |                            |                            |  |  |                            |                            |
|  | 25 tháng 7 – Stade de France |                              | Fiji                         | 31 |                            |                            |  |  |                            |                            |
|  |                              | Úc                           | 7                            |    | Trận tranh huy chương đồng | Trận tranh huy chương đồng |  |  |                            |                            |
|  | Úc                           | Úc                           | 7                            | 18 | Trận tranh huy chương đồng | Trận tranh huy chương đồng |  |  |                            |                            |
|  | Úc                           |                              | 27 tháng 7 – Stade de France | 18 |                            |                            |  |  |                            |                            |
|  | Hoa Kỳ                       | 0                            |                              |    |                            |                            |  |  |                            |                            |
|  | Hoa Kỳ                       | 0                            | Nam Phi                      | 26 |                            |                            |  |  |                            |                            |
|  |                              |                              |                              |    |                            |                            |  |  |                            |                            |
|  | Úc                           | 19                           |                              |    |                            |                            |  |  |                            |                            |
|  | Úc                           | 19                           |                              |    |                            |                            |  |  |                            |                            |

#### Tứ kết
| 25 tháng 7 năm 2024 21:30 |

| Argentina                                                             | 14–26    | Pháp                                                                                        |
| --------------------------------------------------------------------- | -------- | ------------------------------------------------------------------------------------------- |
| Try: Isgró 9' c Moneta 12' c Con: Mare (1/1) 9' Pellandini (1/1) 12', | Chi tiết | Try: Timo 4' c Grandidier Nkanang (2) 4' c, 7' c Dupont 15' m Con: Rebbadj (3/3) 4', 6', 8' |

| Stade de France, Paris Trọng tài: Jordan Way (Úc) |

| 25 tháng 7 năm 2024 22:00 |

| Fiji                                                                                 | 19–15    | Ireland                               |
| ------------------------------------------------------------------------------------ | -------- | ------------------------------------- |
| Try: Baleiwairiki 1' c Nasova 12' c Nacuqu 12' m Con: Teba (1/1) 2' Tamani (1/1) 13' | Chi tiết | Try: Mullins (2) 5' m, 7' m Ward 9' m |

| Stade de France, Paris Trọng tài: Nick Hogan (New Zealand) |

| 25 tháng 7 năm 2024 22:30 |

| Úc                                                                      | 18–0     | Hoa Kỳ |
| ----------------------------------------------------------------------- | -------- | ------ |
| Try: Turner 5' m Toole 13' m Longbottom 15' m Pen: Longbottom (1/1) 14' | Chi tiết |        |

| Stade de France, Paris Trọng tài: Jérémy Rozier (Pháp) |

#### Bán kết
| 27 tháng 7 năm 2024 15:30 |

| Nam Phi          | 5–19     | Pháp                                                                  |
| ---------------- | -------- | --------------------------------------------------------------------- |
| Try: Leyds 10' m | Chi tiết | Try: Rebbadj (2) 11' c, 14' c Sepho 15' m Con: Rebbadj (2/3) 12', 14' |

| Stade de France, Paris Trọng tài: Rueben Keane (Úc) |

| 27 tháng 7 năm 2024 16:00 |

| Fiji | 31–7     | Úc                                     |
| --- | -------- | -------------------------------------- |
| Try: Nasova 8' c Baleiwairiki 8' c Rasaku 11' c Ravutaumada 14' c Con: Teba (2/2) 8', 9' Nacuqu (2/2) 15' Pen: Veilawa (1/1) 14' | Chi tiết | Try: Dowling 6' c Con: Roache (1/1) 6' |

| Stade de France, Paris Trọng tài: AJ Jacobs (Nam Phi) |

#### Trận tranh huy chương đồng
| 27 tháng 7 năm 2024 19:00 |

| Nam Phi | 26–19    | Úc                                                                    |
| --- | -------- | --------------------------------------------------------------------- |
| Try: S. Davids 6' m Z. Davids (2) 10' c, 11' c Williams 15' c Con: Leyds (2/3) 10', 11' Soyizwapi (1/1) 15' | Chi tiết | Try: Lawson 5' c Toole 12' c Paterson 14' m Con: Roache (2/3) 5', 13' |

| Stade de France, Paris Trọng tài: Jérémy Rozier (Pháp) |

#### Trận tranh huy chương vàng
| 27 tháng 7 năm 2024 19:45 |

| Pháp | 28–7     | Fiji                                  |
| --- | -------- | ------------------------------------- |
| Try: Joseph 5' c Grandidier 8' c Dupont (2) 13' c, 15' c Con: Rebbadj (1/1) 6' Riva (2/2) 8', 13' Barraque (1/1) 15' | Chi tiết | Try: Talacolo 2' c Con: Teba (1/1) 2' |

| Stade de France, Paris Trọng tài: Jordan Way (Úc) |

## Bảng xếp hạng cuối cùng
Nguồn:
| Thứ hạng | Đội tuyển   | Số trận | Điểm | Số điểm trung bình | Try | Số try trung bình |
| -------- | ----------- | ------- | ---- | ------------------ | --- | ----------------- |
| 1        | Pháp        | 6       | 116  | 19.33              | 18  | 3.00              |
| 2        | Fiji        | 6       | 154  | 25.67              | 23  | 3.83              |
| 3        | Nam Phi     | 6       | 104  | 17.33              | 16  | 2.67              |
| 4        | Úc          | 6       | 108  | 18.00              | 17  | 2.83              |
| 5        | New Zealand | 6       | 112  | 18.67              | 18  | 3.00              |
| 6        | Ireland     | 6       | 101  | 16.83              | 17  | 2.83              |
| 7        | Argentina   | 6       | 118  | 19.67              | 18  | 3.00              |
| 8        | Hoa Kỳ      | 6       | 71   | 11.83              | 11  | 1.83              |
| 9        | Kenya       | 5       | 48   | 9.60               | 8   | 1.60              |
| 10       | Samoa       | 5       | 99   | 19.80              | 15  | 3.00              |
| 11       | Uruguay     | 5       | 76   | 15.20              | 12  | 2.40              |
| 12       | Nhật Bản    | 5       | 39   | 7.80               | 7   | 1.40              |

## Thống kê cầu thủ
Nguồn:
| Thứ hạng | Cầu thủ                  | Số trận đã chơi | Điểm | Try | Cơ hội đá phạt | Bàn thắng trên chấm phạt đền |
| -------- | ------------------------ | --------------- | ---- | --- | -------------- | ---------------------------- |
| 1        | Perry Baker              | 6               | 30   | 6   |                |                              |
| 1        | Iowane Teba              | 6               | 30   | 2   | 10/12          |                              |
| 3        | Rayan Rebbadj            | 6               | 29   | 3   | 7/8            |                              |
| 3        | Akuila Rokolisoa         | 6               | 29   | 3   | 7/10           |                              |
| 5        | Tristan Leyds            | 6               | 28   | 2   | 9/12           |                              |
| 6        | Moses Leo                | 6               | 25   | 5   |                |                              |
| 6        | Chay Mullins             | 6               | 25   | 5   |                |                              |
| 6        | Waisea Nacuqu            | 6               | 25   | 3   | 5/6            |                              |
| 6        | Joji Nasova              | 6               | 25   | 5   | 0/1            |                              |
| 6        | Matías Osadczuk          | 6               | 25   | 5   |                |                              |
| 6        | Dietrich Roache          | 6               | 25   | 1   | 10/15          |                              |
| 12       | Joaquin Pellandini       | 6               | 21   | 1   | 8/10           |                              |
| 12       | Paul Scanlan             | 5               | 21   | 3   | 3/4            |                              |
| 14       | Selvyn Davids            | 6               | 20   | 4   | 0/1            |                              |
| 14       | Antoine Dupont           | 6               | 20   | 4   |                |                              |
| 14       | Juan Gonzalez            | 5               | 20   | 4   |                |                              |
| 14       | Aaron Grandidier Nkanang | 5               | 20   | 4   |                |                              |
| 14       | Ngarohi McGarvey-Black   | 3               | 20   | 4   |                |                              |
| 14       | Kaminieli Rasaku         | 6               | 20   | 4   |                |                              |
| 14       | Zac Ward                 | 6               | 20   | 4   |                |                              |
| 21       | Neueli Leitufia          | 5               | 18   | 2   | 4/5            |                              |
| 22       | Vaa Apelu Maliko         | 5               | 17   | 3   | 1/1            |                              |
| 23       | Baltazar Amaya           | 5               | 15   | 3   |                |                              |
| 23       | Iosefo Baleiwairiki      | 6               | 15   | 3   |                |                              |
| 23       | Zain Davids              | 6               | 15   | 3   |                |                              |
| 23       | Henry Hutchison          | 6               | 15   | 3   |                |                              |
| 23       | Terry Kennedy            | 6               | 15   | 3   |                |                              |
| 23       | Nathan Lawson            | 6               | 15   | 3   |                |                              |
| 23       | John Okeyo               | 5               | 15   | 3   |                |                              |
| 23       | Motu Opetai              | 5               | 15   | 3   |                |                              |
| 23       | Corey Toole              | 5               | 15   | 3   |                |                              |
| 23       | Shotaro Tsuoka           | 5               | 15   | 3   |                |                              |
| 33       | Stephen Tomasin          | 6               | 14   |     | 7/8            |                              |
| 34       | Andrew Knewstubb         | 6               | 13   | 1   | 4/7            |                              |
| 34       | Hugo Lennox              | 6               | 13   | 1   | 4/6            |                              |
| 34       | Antony Mboya             | 5               | 13   | 1   | 4/7            |                              |
| 34       | Juan Manuel Tafernaberry | 3               | 13   | 1   | 4/5            |                              |
| 38       | Agustin Fraga            | 4               | 12   | 2   | 1/1            |                              |
| 39       | Tom Maiava               | 4               | 11   | 1   | 3/3            |                              |
| 39       | Tobias Wade              | 6               | 11   | 1   | 3/5            |                              |
| 41       | Bautista Basso           | 3               | 10   | 2   |                |                              |
| 41       | Leroy Carter             | 6               | 10   | 2   |                |                              |
| 41       | Jordan Conroy            | 2               | 10   | 2   |                |                              |
| 41       | Ben Dowling              | 6               | 10   | 2   |                |                              |
| 41       | Fehi Fineanganofo        | 6               | 10   | 2   |                |                              |
| 41       | Luciano Gonzalez         | 6               | 10   | 2   |                |                              |
| 41       | Rodrigo Isgro            | 3               | 10   | 2   |                |                              |
| 41       | Jefferson-Lee Joseph     | 6               | 10   | 2   |                |                              |
| 41       | Lucas Lacamp             | 6               | 10   | 2   |                |                              |
| 41       | Marcos Moneta            | 6               | 10   | 2   |                |                              |
| 41       | Ryan Oosthuizen          | 6               | 10   | 2   |                |                              |
| 41       | Selestino Ravutaumada    | 6               | 10   | 2   |                |                              |
| 41       | Jordan Sepho             | 6               | 10   | 2   |                |                              |
| 41       | Andy Timo                | 6               | 10   | 2   |                |                              |
| 41       | James Turner             | 6               | 10   | 2   |                |                              |
| 41       | Shilton van Wyk          | 6               | 10   | 2   |                |                              |
| 57       | Terio Tamani Veilawa     | 6               | 9    |     | 3/4            | 1/1                          |
| 58       | Jean-Pascal Barraque     | 5               | 8    |     | 4/7            |                              |
| 58       | Guillermo Lijtenstein    | 5               | 8    |     | 4/6            |                              |
| 58       | Maurice Longbottom       | 5               | 8    | 1   | 0/1            | 1/1                          |
| 58       | Mark Roche               | 6               | 8    |     | 4/11           |                              |
| 62       | Faafoi Falaniko          | 5               | 7    | 1   | 1/2            |                              |
| 63       | Samuel Asati             | 5               | 5    | 1   |                |                              |
| 63       | Orrin Bizer              | 6               | 5    | 1   |                |                              |
| 63       | Niall Comerford          | 6               | 5    | 1   |                |                              |
| 63       | Aaron Cummings           | 6               | 5    | 1   |                |                              |
| 63       | Tomas Elizalde           | 4               | 5    | 1   |                |                              |
| 63       | Ignacio Facciolo         | 5               | 5    | 1   |                |                              |
| 63       | Matteo Graziano          | 5               | 5    | 1   |                |                              |
| 63       | Kippei Ishida            | 5               | 5    | 1   |                |                              |
| 63       | Taiga Ishida             | 5               | 5    | 1   |                |                              |
| 63       | Josaia Raisuqe           | 5               | 5    | 1   |                |                              |
| 63       | Lalomilo Lalomilo        | 5               | 5    | 1   |                |                              |
| 63       | Ponepati Loganimasi      | 3               | 5    | 1   |                |                              |
| 63       | Nick Malouf              | 6               | 5    | 1   |                |                              |
| 63       | Harry McNulty            | 6               | 5    | 1   |                |                              |
| 63       | Yoshihiro Noguchi        | 5               | 5    | 1   | 0/3            |                              |
| 63       | Chrisant Ojwang          | 5               | 5    | 1   |                |                              |
| 63       | Patrick Odongo Okong'o   | 5               | 5    | 1   |                |                              |
| 63       | Steve Onosai             | 5               | 5    | 1   |                |                              |
| 63       | Henry Paterson           | 5               | 5    | 1   |                |                              |
| 63       | Brady Rush               | 6               | 5    | 1   |                |                              |
| 63       | German Schulz            | 3               | 5    | 1   |                |                              |
| 63       | Rosko Specman            | 5               | 5    | 1   |                |                              |
| 63       | Joseva Talacolo          | 6               | 5    | 1   |                |                              |
| 63       | Marcus Tupuola           | 5               | 5    | 1   |                |                              |
| 63       | Jerry Tuwai              | 6               | 5    | 1   |                |                              |
| 63       | Kazuma Ueda              | 5               | 5    | 1   |                |                              |
| 63       | Mateo Vinals             | 5               | 5    | 1   |                |                              |
| 63       | Impi Visser              | 6               | 5    | 1   |                |                              |
| 63       | Kevin Wekesa             | 5               | 5    | 1   |                |                              |
| 63       | Shaun Williams           | 5               | 5    | 1   |                |                              |
| 63       | Antoine Zeghdar          | 6               | 5    | 1   |                |                              |
| 94       | Ronald Brown             | 4               | 4    |     | 2/2            |                              |
| 94       | Santiago Mare            | 5               | 4    |     | 2/2            |                              |
| 94       | Paulin Riva              | 6               | 4    |     | 2/2            |                              |
| 94       | Kippei Taninaka          | 5               | 4    |     | 2/4            |                              |
| 98       | Madison Hughes           | 6               | 2    |     | 1/3            |                              |
| 98       | Siviwe Soyizwapi         | 5               | 2    |     | 1/1            |                              |